# Europium(III)-oxalat
Europium(III)-oxalat (Eu2(C2O4)3) ist eine chemische Verbindung aus Europium und Oxalsäure. Es gibt unterschiedliche Hydrate, darunter das Decahydrat, Hexahydrat und das Tetrahydrat.
Es ist auch ein Europium(II)-oxalat bekannt.

## Gewinnung und Darstellung
Es wird ein Überschuss an Oxalat zu einer heißen Lösung aus Eu3+ Kationen gegeben und der resultierende Niederschlag von Eu2(C2O4)3 ⋅ 10H2O wird in einem Exsikkator über Trockenmittel getrocknet.

## Eigenschaften
Die Dehydratation von Eu2(C2O4)3 · 10H2O läuft unterhalb von 200 °C ab.
{\displaystyle {\ce {Eu2(C2O4)3*10H2O -> Eu2(C2O4)3*6H2O -> Eu2(C2O4)3*4H2O -> Eu2(C2O4)3}}}
Die Zersetzung dieser Verbindung läuft über zwei Stufen ab, die Erste bei 350 °C und die Zweite bei ca. 620 °C.
{\displaystyle {\ce {Eu2(C2O4)3 -> Eu2[CO3]3 + 3 CO -> Eu2O3 + 3 CO2 + 3 CO}}}
Eu2(C2O4)3 · 10H2O zeigt im Mößbauerspektrum eine Isomerieverschiebung von +0,26 mm/s mit einer Linienbreite von 2,38 mm/s, in Referenz zu EuF3.
Die Debye-Temperatur von Eu2(C2O4)3 ist bei 166±15 K.
Eu2(C2O4)3 · 10H2O kristallisiert monoklin in der Raumgruppe P21/c (Raumgruppen-Nr. 14) mit den Gitterparametern a = 1098, b = 961, c = 1004 pm und β = 114,2° mit vier Formeleinheiten pro Elementarzelle.
Nanopartikel zeigen eine Linienemission bei der Anregung durch eine Lichtquelle von 393 nm, die Übergänge 5D0→7F1 (592 nm) und 5D0→7F2 (616 nm) können dann im Spektrum gefunden werden. Dies kann als roter Leuchtstoff für weiße LEDs verwendet werden.

## Verwendung
Um Europium(III)-oxid (Eu2O3) aus den Erzen zu gewinnen, wird dies letztendlich durch verglühen von Europium(III)-oxalat gewonnen.